# Kitchener-Sud—Hespeler (circonscription provinciale)
Circonscription électorale provinciale du Canada
Kitchener-Sud—Hespeler ((en) Kitchener South—Hespeler) est une circonscription provinciale de l'Ontario représentée à l'Assemblée législative de l'Ontario depuis 2018. 

## Géographie
Située dans le sud de l'Ontario, la circonscription consiste en une partie de la municipalité régionale de Waterloo incluant une partie des villes de Cambridge et de Kitchener.
Les circonscriptions limitrophes sont Kitchener—Conestoga, Kitchener-Centre, Wellington—Halton Hills et Cambridge. 

## Historique
| Législature                                                                                        | Années        | Député     | Député  | Parti                     |
| -------------------------------------------------------------------------------------------------- | ------------- | ---------- | ------- | ------------------------- |
| Kitchener-Sud—Hespeler Circonscription issue de Kitchener—Conestoga, Kitchener-Centre et Cambridge |               |            |         |                           |
| 42e                                                                                                | 2018–2022     |            | Amy Fee | Progressiste-conservateur |
| 43e                                                                                                | 2022–2025     | Jess Dixon |         | Progressiste-conservateur |
| 44e                                                                                                | 2025–en cours | Jess Dixon |         | Progressiste-conservateur |

## Circonscription fédérale
Depuis les élections provinciales ontariennes du 4 octobre 2007, l'ensemble des circonscriptions provinciales et des circonscriptions fédérales sont identiques.